# Ragnheiður Ragnarsdóttir

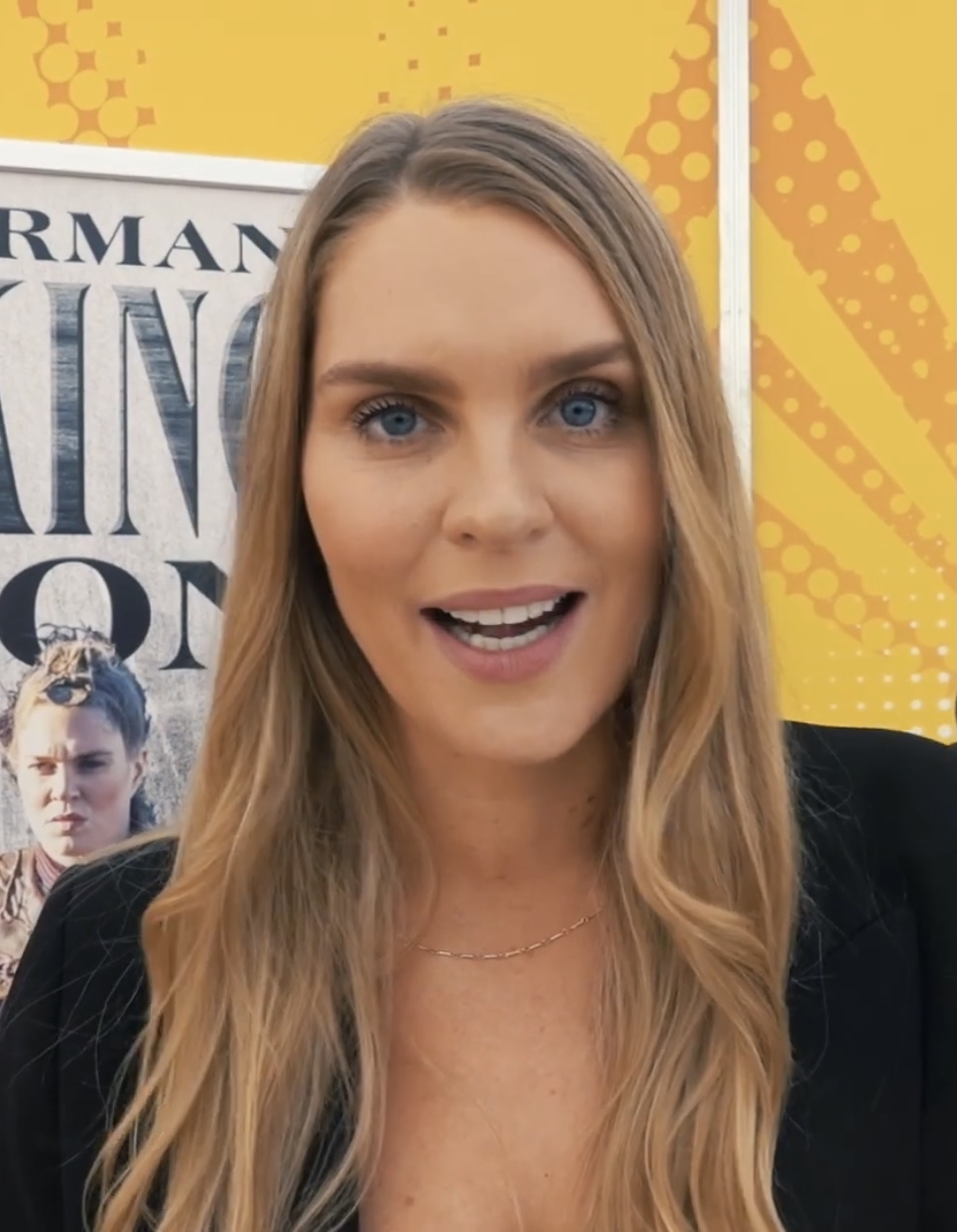
Ragnheiður Ragnarsdóttir, 2022

Ragnheiður Ragnarsdóttir (* 24. Oktober 1984 in Reykjavík), besser bekannt als Ragga Ragnars, ist eine isländische Schauspielerin und ehemalige Schwimmerin.

## Biografie

### Schwimmkarriere
Ragnheiður gab ihr Debüt als Islands jüngste Schwimmerin (im Alter von 19 Jahren) bei den Olympischen Sommerspielen 2004 in Athen. Sie qualifizierte sich für zwei Schwimmwettbewerbe, indem sie B-Standard-Einstiegszeiten von 26,34 s (50 m Freistil) und 56,74 s (100 m Freistil) erreichte. Im 100-m-Freistil (Schwimmen bei den Olympischen Sommerspielen 2004 – 100-Meter-Freistil der Frauen) beendete Ragnheiður zuletzt mit einer Zeit von 58,47 s. Im 50-Meter-Freistil der Olympischen Sommerspiele 2004 (Schwimmen bei den Olympischen Sommerspielen 2004 – 50-Meter-Freistil der Frauen) hatte sie eine Gesamtzeit von 26,36 s. Bei den Olympischen Sommerspielen 2008 in Peking qualifizierte sich Ragnheiður zum zweiten Mal für dasselbe Schwimmprogramm wie bei den vorherigen Spielen. Sie hatte eine Zeit von 25,95 s (50 m Freistil) beim Dutch Open Swim Cup in Eindhoven und 56,06 s (100 m Freistil) von FINA-Weltmeisterschaften in Melbourne. Ragnheiður trat bei den Olympischen Sommerspielen 2012 in London nicht an, da sie schwanger war.

### Schauspielkarriere
Ragnheiður hat gesagt, dass sie schon immer eine Leidenschaft für die Schauspielerei hatte und nachdem sie sich vom Schwimmen zurückgezogen hatte, entschied sie sich, eine Schauspielkarriere zu beginnen. Sie nahm an einem 8-wöchigen Kurs an der New York Film Academy in Los Angeles teil. Bei den Game Awards 2020 wurde außerdem bekannt gegeben, dass sie 2022 in einer Zeichentrickserie, die auf dem beliebten Studio-Wildcard-Spiel „Ark: Survival Evolved“ basiert, die Rolle der Königin Sigrid sprechen wird. Außerdem spielte sie als Gunnhild in der Fernsehserie Vikings mit. Anschließend spielte sie 2021 in Birta rettet das Weihnachtsfest die Hauptrolle.

## Filmografie (Auswahl)
- 2015: Ringside (Kurzfilm)
- 2020: Kieran O’Reilly & Ragga Ragnars: Broken Wings (Kurzfilm)
- 2018–2020: Vikings (Fernsehserie, 22 Episoden)
- 2021: Birta rettet das Weihnachtsfest (Film)